# VFC-111
Escadron de chasse composite 111
Le Fighter Squadron Composite 111 ou VFC-111, connu sous le nom de « Sun Downers », est un escadron de chasse composite de l'United States Navy Reserve fournissant une formation d'adversaire. L'escadron est basé à la Naval Air Station Key West en Floride et fait partie de la Tactical Support Wing de la Réserve navale des États-Unis. Leur indicatif radio est Bogey et leur code de queue est AF. 
Actuellement, il exploite des F-5 Tiger II. L'escadron est composé d'officiers subalternes expérimentés en service actif, de réservistes de soutien à plein temps et de réserves sélectives.

## Historique

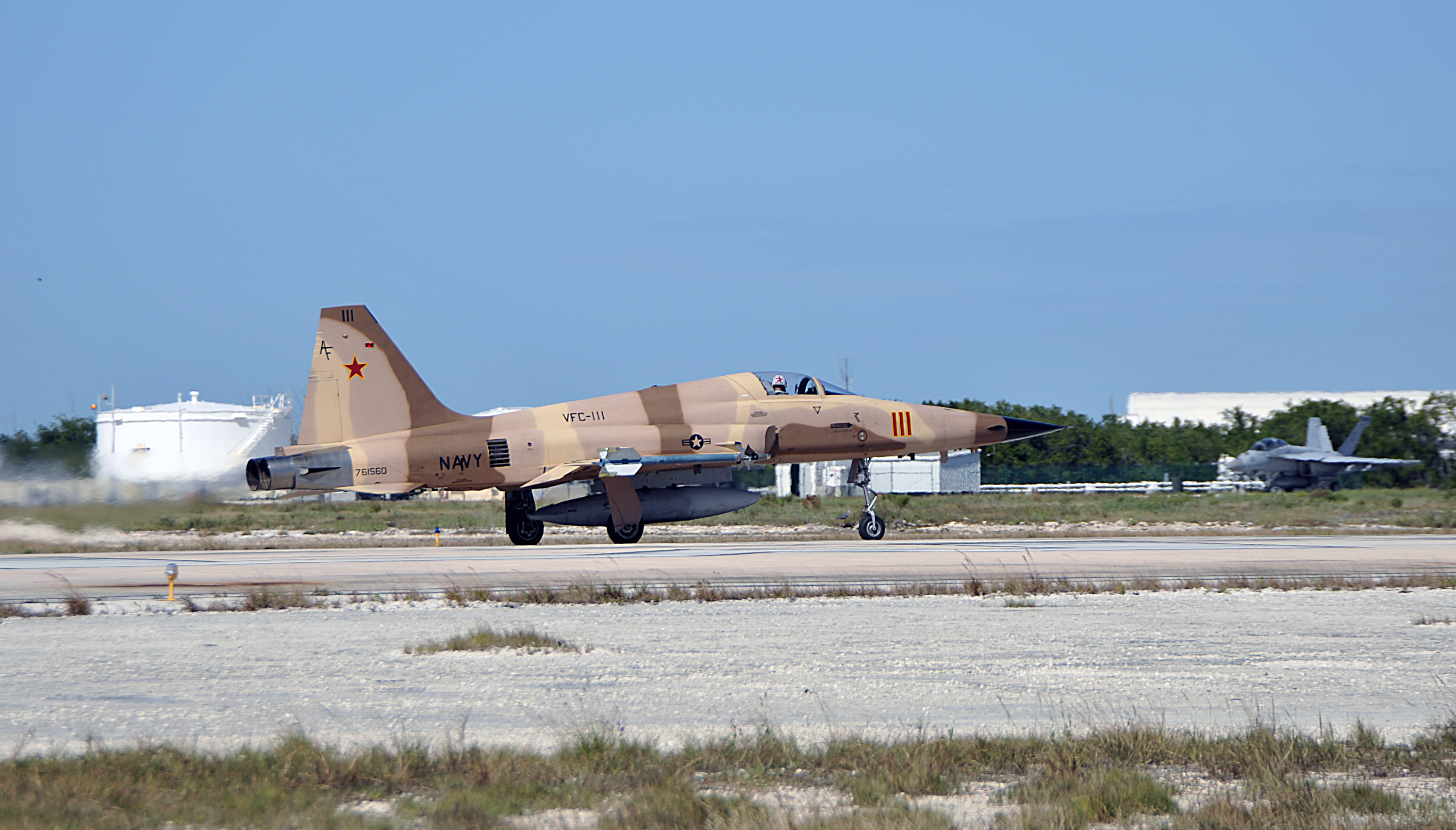
F-5N Tiger II du VFC-111 en 2014

Le VFC-111 était à l'origine connu sous le nom de Fighter Composite Squadron Thirteen (VFC-13) (Détachement Key West) qui a été créé en janvier 2006 et a été renommé VFC-111 en novembre 2006.
Le VFC-111 a repris son insigne, son indicatif d'appel et ses traditions du VF-111 Sun Downers, un célèbre escadron de chasse d'US Navye, qui a été dissout en tant qu'escadron F-14 Tomcat de la Marine Corps Air Station Miramar, en 1995.
À ce titre, il a assumé le rôle d'adversaire d'un escadron de service actif depuis désactivé au NAS Key West connu sous le nom de Fighter Squadron 45 (VF-45 (1963-1996) (en)). L'emplacement unique du VFC-111 au NAS Key West, en Floride, siège du programme de préparation aérienne d'avions de combat de la Marine (SFARP), fournit une partie importante du soutien de l'adversaire à tous les escadrons de remplacement de la flotte de F/A-18 Hornet (Fleet Replacement Squadron) dans l'US Navy et l'US Marine Corps :
- VFA-106 au Naval Air Station Oceana, Virginie ;
- VFA-122 au Naval Air Station Lemoore, Californie ;
- VMFAT-101 au MCAS Miramar, Californie ;
- VAQ-129 au Naval Air Station Whidbey Island, Washington, plus récemment à la suite de la formation de cet escadron sur l'EA-18G Growler.

Il fournit aussi, avec la mise en place des Escadrons de remplacement de la flotte (FRS) pour le F-35 Lightning II  de la Marine et du Corps des Marines : 
- VFA-101 à Eglin Air Force Base, en Floride ;
- VFA-125 au Naval Air Station Lemoore ;
- VMFAT-501 au MCAS Beaufort (en), en Caroline du Sud.